# 二十四诸天
二十四諸天是汉传佛教中的二十四位護法、也称作“諸天鬼神”。由二十諸天增加四位神祇而來。

## 沿革
印度古代諸天護法原本只有十六尊，後来陆续增加日神、月神、婆竭羅龍王以及阎摩罗王，即“二十諸天”。之後又陸續增加天龍八部的紧那罗王。佛教傳入中國後，因皇室需求，再把皇帝禮拜的紫微大帝、东岳大帝和雷神加入，即“二十四諸天”。今日漢傳佛教禮敬的二十四諸天，供奉的紫微大帝，又稱星宮月府尊天；鬼子母神則從原本一席改成兩席，分為鬼子聖母尊天和訶利帝喃尊天，訶利帝喃尊天即東嶽大帝，兩者實為同一尊。佛教中本就有雷神，為千手觀音護法二十八部眾之一。
佛教的護法諸天，主要源自於古印度的婆罗门教以及印度民间信仰、《吠陀》、婆罗门教的神祇组成了印度佛教的护法尊神，如大梵天、帝释天源自婆罗门教，日神、月神是印度神话，夜叉、鬼子母是印度民间信仰。
印度佛教传入东土大唐之後陆续汉化，隋唐的韩擒虎、宋朝的包青天包拯被封作阎罗王。現代、每年农历一月九日举行“供佛斋天法会”，供三宝、二十四諸天，供品是茶水、果物、菜蔬。“供佛齋天法會”、也稱“齋天”、是隋代天台宗智者大師依《金光明經》制定《金光明懺法》時開始的。南宋時，神煥撰《諸天列傳》，行霆又撰《諸天傳》，設諸天供有十二天、十六天、二十天、二十四天、三十三天不等。元文宗時，天台宗的慧光法師於每歲元旦率眾修金光明懺，齋天便廣泛興起了，齋天儀軌主要是依照明末弘贊律師所撰《齋天科儀》施行的。齋天多在下半夜的寅時舉行(也有的寺院在辰時舉行)，地點一般在寺院大殿或法堂前的空壩裡；頭天下午即開始搭壇；壇場上所需用的法器和食物等，必須在入夜前準備妥當。

## 二十四天護法
二十四諸天分别列在大雄宝殿两侧、供奉顺序分别是：功德天、辩才天、大梵天、帝释天、四大天王、日神、月神、金刚密迹力士、摩醯首罗天、散脂大将、韦陀天、坚牢地神、菩提树神、鬼子母、摩利支天、婆竭罗龙王、阎摩罗王、紧那罗王、紫微大帝、东岳大帝、雷神。

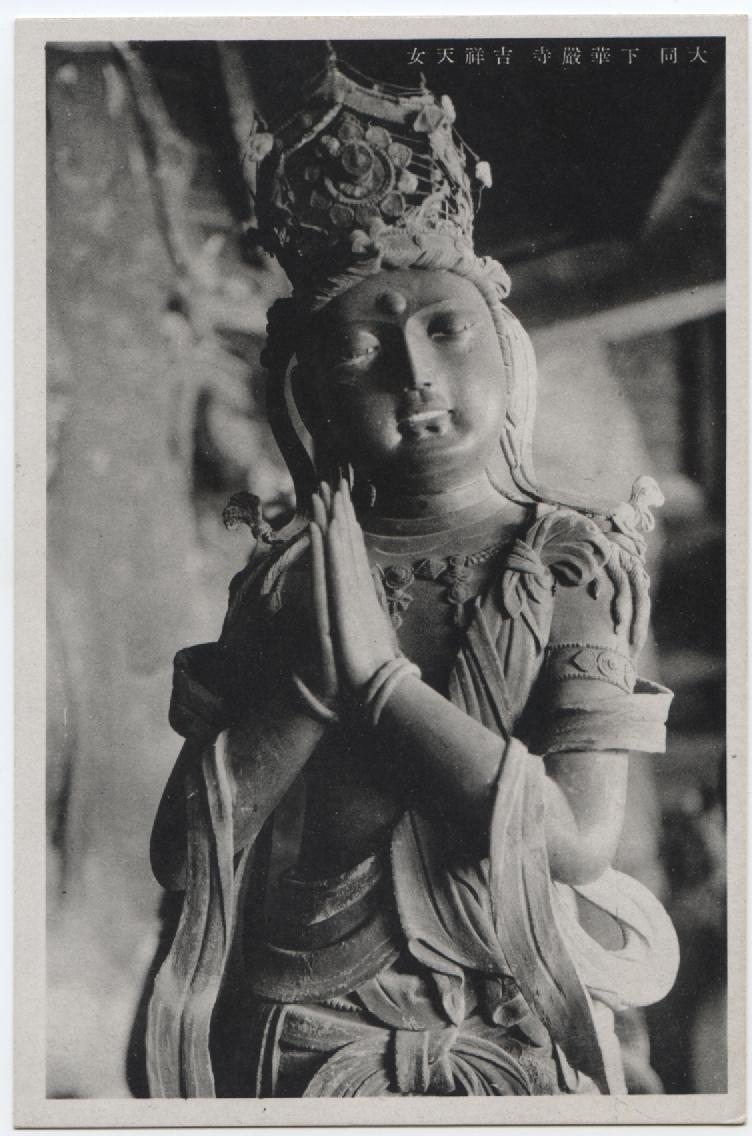
山西华严寺的吉祥天像

### 吉祥天
源自於婆罗门教、梵名 Śrī-mahā-devī、音譯作室利摩訶提毘。為施福德之女神。又稱摩訶室利、室唎天女、吉祥天女、功德天、吉祥功德天、善天女、寶藏天女、第一威德成就眾事大功德天。本為印度婆罗门教之神，係那羅延天之妃，愛欲神（梵 Kāma）之母，後與帝釋、摩醯首羅、毘濕奴等諸神，一并為佛教所承，成為佛教之護法天神。在漢傳佛教被認為是德叉迦和鬼子母的女儿、财富女神。左手拿如意宝珠、右手结印、头顶有五色祥云、云端有白象、象鼻子拿着一个玛瑙瓶、玛瑙瓶的水流入她头顶的千叶宝盖里。此天女的咒、"大吉祥天女咒"、是在漢傳佛教寺廟中常念的《早晚課誦集》中十小咒之一。 此咒出自於《金光明經》。

### 辩才天
源自於婆罗门教、梵名 Sarasvatī-devī。古代印度婆羅門教、印度教之文藝女神。音譯作薩囉薩伐底、娑羅室伐底。又作大辯天、大辯才天女、大辯才功德天、大聖辯才天神、妙音天、美音天。略稱辯天。本為古印度的河神、在後婆罗门教與漢傳佛教被認為是辩才和音乐神。有時也被認為是阎罗王的姐姐。根據金光明最勝王經卷七大辯才天女品所載，彼為八臂，手持弓、箭、刀、矟、斧、杵、鐵輪、羂索等武器、脚下有猛兽。另一种形象是坐像、手持琵琶。

### 大梵天
源自於婆罗门教、梵名 Mahābrahmā-deva，巴利名同。位於色界初禪天之第三天。又稱梵天王、梵天、梵王、大梵、梵童子（梵 Brahmā sanajkumāra）、世主天、娑婆世界主（梵 Brahmā sahājpati）。大梵天以自主獨存，謂己為眾生之父，乃自然而有，無人能造之，後世一切眾生皆其化生；並謂已盡知諸典義理，統領大千世界，以最富貴尊豪自居。大梵天為梵書時代以來之神格，爾後婆羅門即以大梵天為最尊崇之主神。於佛教所倡三界之說中，將此等外道之諸天配列於欲、色二界，梵界即位處色界之初禪天，通常有三處與四處之別。三處即大智度論卷九、大毘婆沙論卷九十八等所說之「梵眾天、梵輔天、大梵天」；四處則如長阿含經卷二十忉利天品所載之「梵身天、梵輔天、梵眾天、大梵天」，三處與四處均總稱為梵天。據大毘婆沙論卷九十八載，大梵天身長為一踰繕那（由旬）半，壽量為一劫半，彼於五中劫獨一而居，復經五中劫與眾共住，再五中劫又與眾別，屬初靜慮地（初禪天）之中間禪。又阿含及諸大乘經中，常載此王深信佛法、助佛教化等事，每值佛出世，大梵天王必先來請轉法輪，手持白拂，於會座參法聽受，常以法義與佛問答；後與帝釋天同受佛之付囑，護持國土，而為顯密二教所共尊崇。密教以梵天為十二天之一，或千手觀音二十八部眾之一。列位於現圖胎藏界曼荼羅外金剛部院東門之南方，身呈白肉色，頭戴髮髻冠，有四面四臂。據大日經疏卷五載，具四臂之中，右一手持蓮花，一手持數珠；左一手執軍持，一手作「唵」字印，此印為修行者之吉祥印。其種子為 （pra）。據大日經真言藏品所載，其真言為：南摩（皈命）鉢羅闍（prajā，一切生）鉢多曳（pataye，主）娑縛訶。 形象為四面四臂、手裡拿着莲花、念珠、玉净瓶、结印、坐骑是鹅。

### 帝释天
源自於婆罗门教、梵名 Śakra Devānām-indra。音譯釋迦提桓因陀羅。略稱釋提桓因、釋迦提婆。又作天帝釋、天主。並有因陀羅、憍尸迦、娑婆婆、千眼等異稱。本為印度教之神，於古印度時，稱因陀羅；入佛教後，稱為帝釋天。據諸經論所載，帝釋天原為摩伽陀國之婆羅門，由於修布施等福德，遂生忉利天，且成為三十三天之天主。此類記載係印度自吠陀以來，至佛教時代，將其因陀羅之神格具象化而成者。其於佛教中之地位，與梵天同為佛教之護法主神，乃十二天之一。鎮護東方，居於須彌山頂之忉利天，其城稱善見城。左右有十大天子侍衛其側。於每半月之三齋日下令四天王、太子、侍者等，探察天下萬民之善惡邪正，若聞世間眾生惡多，不孝父母，不敬師長，不修齋戒，不施貧乏，則愁諸天眾減損，阿修羅眾增益。若聞多孝順父母，敬事師長，勤修齋戒，布施貧乏，則皆大歡喜諸天眾增益，阿修羅眾減損。又若多修德精進不怠者，則敕伺命增壽益算，反之，則不復營護之，或奪其命。釋尊成道後，帝釋天成為釋尊之守護神。佛陀升於忉利天為母說法時，帝釋天手持寶蓋，任佛陀之侍從。其形像，通常呈天人形，乘白象，右手執三鈷杵、左手置於胯上。於密教胎藏界外金剛院中，另有神王形等各種造像。 形象為男身女面、背后站着三位天女、一位打伞、一位拿着须弥山、一位坐在莲花里。

### 持國天王
四大天王之一。梵名 Dhrta-rāstra，巴利名 Dhata-rattha，音譯提頭賴吒、持梨哆阿囉哆、提多羅吒。又作治國天、安民天、順怨天。此天王護持國土，安撫眾生，故稱持國天，又稱東方天。四天王之一，十六善神之一。此天王住於須彌山東面半腹聳出之由乾陀山，守護東方國土，為護世之善神。其眷屬，依長阿含卷十二大會經（大一‧七九下）：「復有東方提頭賴吒天王領乾沓和神，有大威德。有九十一子盡字因陀羅，皆有大神力。」其形象諸說不同，陀羅尼集經卷十一載，提頭賴吒天王身長一肘，著種種天衣，嚴飾極令精妙，與身相稱，左手申臂垂下把刀，右手屈臂，向前仰手，掌中著寶，寶上出光。藥師琉璃光王七佛本願功德經念誦儀軌供養法載，東方持國大天王，其身白色，持琵琶，守護八佛之東方門。又於密教胎藏界曼荼羅外金剛部院中，此天王列位東門之南側。

### 廣目天王
四大天王之一。梵名 Virūpāksa，巴利名 Virūpakkha，音譯鼻溜波阿叉、髀路波呵迄叉、毘樓婆叉、毘嚕博叉。又作惡眼天、醜目天、雜語主天，或非好報天。為四天王之一，十二天之一，十六善神之一。住於須彌山西面半腹，常以淨天眼觀察閻浮提之眾生，乃守護西方之護法善神，又稱西方天。司掌處罰惡人，令起道心。此天王亦為諸龍之主，據佛母大孔雀明王經卷上所說（大一九‧四二二上）：「此西方有大天王，名曰廣目，是大龍王，以無量百千諸龍而為眷屬，守護西方。」關於其形像，諸說不同，據陀羅尼集經卷十一載，毘嚕博叉天王像法，其像身長作一肘，著種種天衣，嚴飾極令精妙，與身相稱，左手申臂執矟，右手持赤索。據藥師琉璃光王七佛本願功德念誦儀軌供養法載，西方廣目大天王，其身紅色，執羂索，守護八佛之西方門。又於密教胎藏界曼荼羅中，此尊位列外金剛院西門之側。在中國，廣目天之造型有多種，如河北居庸關西南壁上所刻者，右手執蛇，屈左手按於胸前，左腳踏於惡鬼背上；左側立有裸體脅侍，持金剛杵。又於敦煌千佛洞所發現者為著色絹本，形像為身披中國式革製甲胄，以天衣、金具飾體，右手持劍，左手支持劍中央，兩足踏於夜叉之上。

### 增長天王
四大天王之一。梵名 Virūdhaka，巴利名 Virūlhaka，音譯毘嚕陀迦。西藏名 Hphags-skyes-po。又作毘留多天、毘流離天、鼻溜荼迦天、毘樓勒天、毘樓勒迦天、毘樓勒叉天。乃四天王之一，十二天之一，十六善神之一。又稱南方天。住於須彌山之南面半腹之善見城中，常時觀察閻浮提之眾生，率領鳩槃荼、薜荔多等鬼神，守護於南方，能折伏邪惡，增長善根，為護法之善神。關於增長天之形像，諸說不同。據陀羅尼集經卷十一載，毘嚕陀迦身長一肘，著種種天衣，妝飾極精妙而與身相稱，左手伸臂垂下握刀，右手執矟，矟根著地。據藥師琉璃光王七佛本願功德經念誦儀軌供養法載，南方增長大天王，其身青色，手執寶劍，守護八佛之南方門。又於密教胎藏界曼荼羅中，此尊位於外金剛部院南門之東側。四天王之信仰，自古以來極為盛行，中國或日本均存有許多遺品，其形像亦各有不同。如河南省洛陽千祥庵存古閣中央後壁五尊佛之左側為仁王像，右側即為此天王，另有一夜叉相隨。浙江省天台山萬年寺惣門中，即置此天王於東北隅，手持琵琶。太白山天童寺天王殿之像，手持劍；普陀山普濟寺天王殿之像，手持蛇；普陀山法雨寺天王殿之像，手持傘；湖南省武昌寶通寺天王殿之像，手持傘及塔；漢口歸元寺天王殿之像，手持琵琶，其位置均在西南隅。河北省昌平居庸關所存者，為元代中期之作品；兩手按劍，曲右足由善鬼捧之，伸左足踏於怪鬼上，其構圖頗為雄壯，帶有喇嘛教色彩。

### 多聞天王
四大天王之一。梵名 Vaiśravana，巴利名 Vessavana，音譯為吠室羅摩拏、毘舍羅門、鞞沙門、毘沙門。又作普聞天、種種聞天。為四天王之一，十二天之一。乃閻浮提北方之守護神。住於須彌山第四層之北面。率領夜叉、羅剎等二神眾兼守其餘三州。由於時常守護道場，聽聞佛法，故稱多聞。此多聞天王為印度及西域地方所信奉，然有時亦被視為戰勝之神而受到尊崇。一般之形像呈神王形，腳踏二鬼，左手持寶塔，右手捧寶棒。除為十二天像之一外，亦被單獨尊崇。又能賜予福德。據大唐西域記卷十二所舉，可知于闐國對此天之信仰極盛。又據宋高僧傳卷一所載，我國於唐玄宗天寶年間亦有此種信仰。另於敦煌千佛洞中，有絹本著色之毘沙門圖出土。在日本，鞍馬寺中藏有左手托額之祕佛，又有兜跋毘沙門，此即為密教傳入後，被視為單獨一尊神而受到尊崇之例。另收藏於教王護國寺之多聞天像（唐代作），相傳本為守護王城而置於羅城門之樓上；其形像為西域式，頭戴多角形冠，身披堅韌皮革甲冑。另據金剛頂瑜伽護摩儀軌、十二天供儀軌等所舉，多聞天之種子為 （vai），三摩耶形為寶棒，真言為「南莫三曼多沒馱南吠室囉嚩拏野娑嚩賀」。

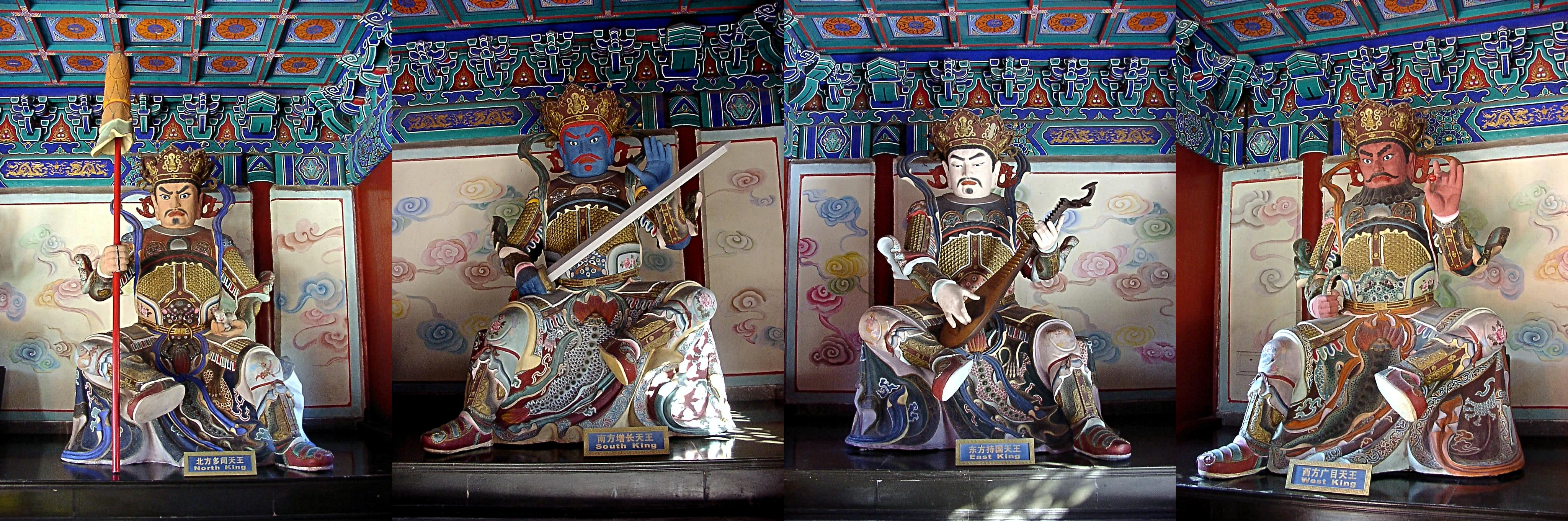
北京北海公園的四大天王像。 從左至右：多聞天王，增長天王，持國天王，廣目天王

### 日天
源自於婆罗门教、梵名 Surya，音譯作蘇利耶，修利，修野、又稱為阿彌怛（Aditra）、即日天子。又稱為日宮天子、日神。在印度，將「創造力」神格化，稱為日天。後為太陽神（梵 Sūrya，音譯蘇利耶）之別稱。即大日如來為利益眾生之故，住於佛日三昧，隨緣出現於世，破諸暗時，菩提心自然開顯，猶如太陽光照眾生，故稱為日天。在現圖胎藏界曼荼羅外金剛部院作天人形，二手皆持蓮花，乘赤五馬車。有誓耶（梵 Jayā）、微誓耶（梵 Vijaya）二妃。 若於十二天圖中，則右手所持蓮花之上，尚置有三足烏之日輪。身边有二位神女、八匹马牵引她们的车驾、他两手持莲花。

### 月天
源自於婆罗门教、梵名 Candra，譯作旃陀羅、戰達羅、戰捺羅。又稱為月宮天子、月天子、寶吉祥天子、月神。音印度婆羅門教將月神格化，稱為月天。為金剛界曼荼羅外部二十天之一，胎藏界曼荼羅外金剛部院之一尊。自古又稱蘇摩（梵 Soma）、蘇摩提婆（梵 Soma-deva）、星宿王（梵 Naksatra-nātha）、創夜（梵 Niśā-kara）、大白光（梵 Śītānśu）等。長阿含經卷二十二謂，月天子住於月宮殿，宮中有一大輦。輦為青琉璃所成，高十六由旬，廣八由旬，月天子即於此輦中與諸天女和合受樂種種五欲功德。其壽五百歲，子孫相承以持彼月宮。月天身有千光，五百光下照，五百光傍照，故又有千光明、涼冷光明等異名。在密教，以月天為擁護佛法之天部之一，安於胎藏界外金剛部院西方拘摩羅天之傍。胎藏現圖曼荼羅中，月天身呈白肉色，乘坐三鵝，左手當胸，屈中指、無名指、小指，右手執杖，杖頭有半月形。头冠满月、月中玉兔。

### 密跡金剛力士
梵名 Guhyapada。又稱為金刚密迹。护法神。白脸、红色胸膛、肌肉鼓起、手持金刚杵。密跡金剛為名叫密跡的金剛力士，是欲界天中的夜叉神，現忿怒相，手持金剛杵，職責是擁護佛法、降伏外道，以及降伏鬼神。有說居住在曠野城中，亦有說居於須彌山頂四角山峰。祂的位階低於帝釋天與毗沙門天，手下率領有五百名金剛力士，他們也被統稱為密跡金剛，主要的工作是防守天界的入口。密跡金剛自釋迦牟尼佛成道之後，就追隨在佛身旁，長期擔任佛的護衛，《大寶積經》記載其緣由如下：密跡金剛在過往無數劫前名叫法意太子，誓願在1001位兄弟成佛（即賢劫千佛與梵天）後，成為金剛力士保護諸佛並聽聞秘密佛法。這些不為人知的教法，後來傳承給一些有神通的修行者，形成了大乘佛教中的許多經典。大乘佛教相信密跡金剛及其眷屬皆為菩薩化身，漢傳佛教認為祂是樓至佛化身。密宗稱密跡金剛為密跡、秘密主、夜叉王、金剛手秘密主等，以其為大日如來之內眷屬，如釋迦佛與其弟子間的關係，是密宗的傳承來源。

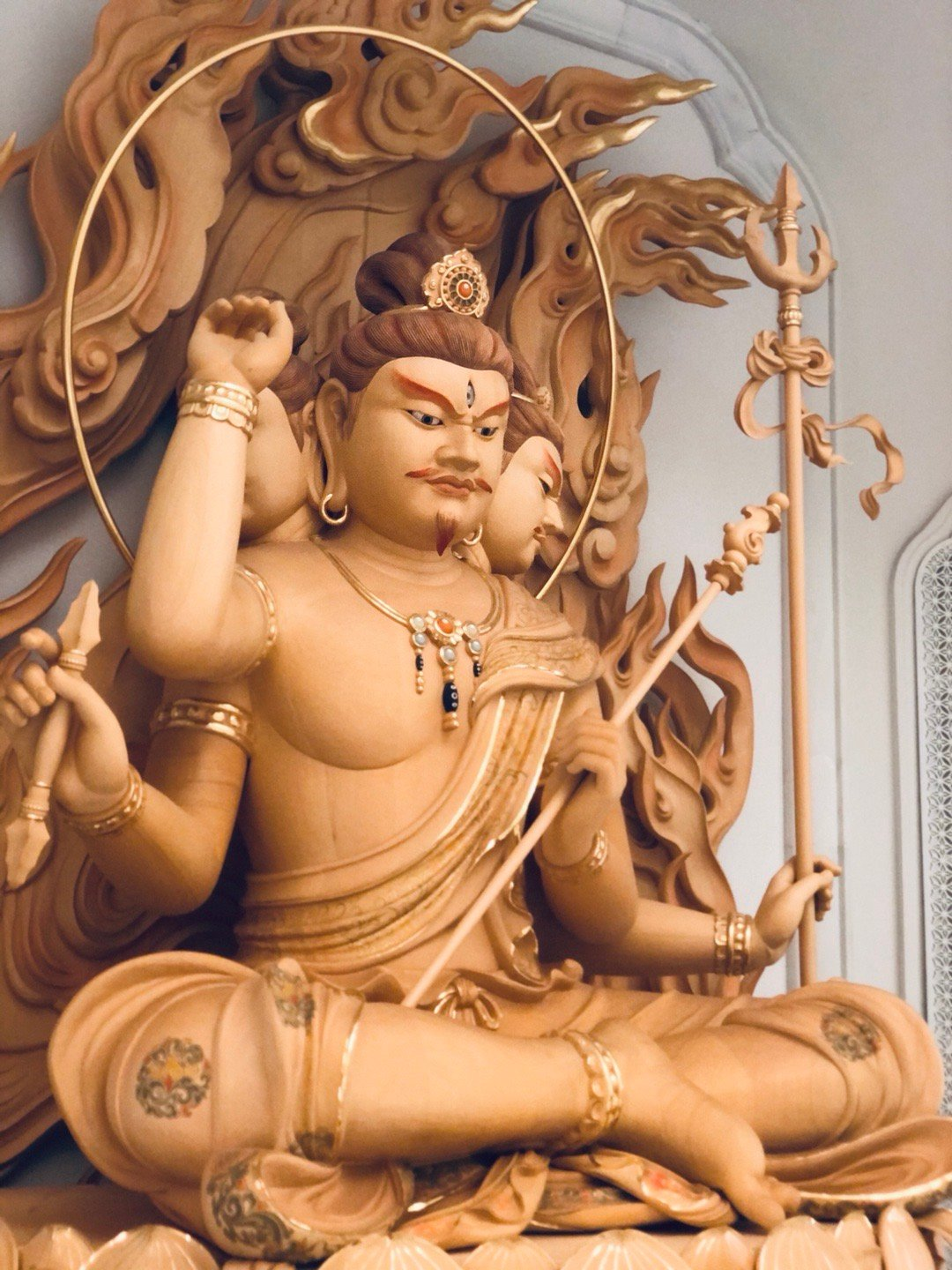
浙江普陀山观音法界的大自在天像

### 大自在天
源自於婆罗门教、梵名 Maheśvara，巴利名 Mahissara，音譯作摩醯首羅、莫醯伊濕伐羅。又稱為摩醯首羅天、自在天王、天主。傳說為嚕捺羅天（梵 Rudra）之忿怒身，因其居住地之不同，又有商羯羅（梵 Śajkara）、伊舍那（梵 Īśāna）等之異名。此天原為婆羅門教之主神濕婆，信奉此天者被稱為大自在天外道，此派以天為世界之本體，謂此天乃一切萬物之主宰者，又司暴風雷電，凡人間所受之苦樂悲喜，悉與此天之苦樂悲喜相一致。故此天喜時，一切眾生均得安樂；此天瞋時，則眾魔現，國土荒亂，一切眾生均隨其受苦；若世界毀滅時，一切萬物將歸入大自在天中。此蓋為大自在天神格之表現；然除殺傷、暴惡等性格之外，此天亦具有救護、治療之性格，而以吉祥神之面貌出現。初時，此天與那羅延天同列於梵天之下，其後，其神位漸次升高，而成為最高神格，於婆羅門教中，被視為「其體常住，遍滿宇宙」，而有「以虛空為頭，以地為身」之泛神論之神格。然濕婆神進入佛教後，即成為佛教之守護神，稱為大自在天，住在第四禪天。其像為三目、八臂，騎白牛，執白拂之天人形，有大威力，能知大千世界雨滴之數，獨尊於色界。此天形像種類很多，有二臂像、四臂像、八臂像，更有十八臂像，然不多見。列位在現圖胎藏界曼荼羅外金剛部西邊之西南隅，羅剎眷屬之左外，身呈赤黑色，右手開肘豎掌，屈中、無名、小等三指，左手作拳，執三股戟向右，乘青黑水牛，左腳下垂。

### 散脂大将
源自於婆罗门教、梵名 Sajjñeya，音譯僧慎爾耶。又稱為散脂迦大將、散支大將。又稱僧慎爾耶大藥叉大將（梵 Sajjñeya-mahā-yaksa），或散脂鬼神。意譯作正了知。係北方毘沙門天王八大將之一，二十八部眾之總司。鬼子母之次子，父名德叉迦。一說為鬼子母之夫。此大將護持佛法不遺餘力，率二十八部藥叉諸神，隨處隱形擁護說法師及救護諸善男信女，離苦得樂。有關此大將之形像，據觀佛三昧海經卷七載，其形狀甚為醜惡，胸部有三面，臍有兩面，兩膝有兩面，其面如象，獠牙似犬，眼中出火，火皆下流。

### 韋馱天
源自於婆罗门教，梵名 Skanda，巴利名 Khanda。又作塞建陀天、私建陀天、建陀天、違馱天。或稱韋將軍、韋天將軍。本為婆羅門教之神，又稱迦絺吉夜（梵 Kārttikeya，意譯六面子）、鳩摩羅（梵 Kumāra，巴同，意譯童子）、善梵（梵 Subrahmā，巴同），原為戰神，有六頭十二臂，手執弓箭，騎孔雀。此神之崇拜最初流行於南印度，五世紀後傳到北印度，被大乘佛教吸收而為伽藍之守護神，為南方增長天八大將軍之一，乃四天王下三十二將軍之首。生而聰慧，早離塵欲，修清淨梵行童真之業。受佛陀付囑而鎮護東西南三洲（東勝身洲、西牛貨洲、南贍部洲）。世傳佛陀涅槃時，捷疾鬼盜取佛牙一雙，韋馱天乃急追取還。其形像身著甲冑，合掌，腕捧寶劍。於中國，自唐初之道宣律師感得其像後，各處之伽藍均設有其神像。有關其名稱，金光明經卷三鬼神品稱之為違馱天神，義淨所譯之金光明最勝王經卷八則譯作塞建陀天；又經軌中多稱為塞建陀或建陀天，而不作韋馱天。蓋金光明經所記之違馱天係為建馱天之誤寫，梵語應譯作私建陀。

### 堅牢地神天
源自於婆罗门教，梵名 Prthivī，音譯比里底毘、鉢羅體吠、畢哩體微。又稱為堅牢、堅固地神、堅牢地神、地神天、堅牢地祇、持地神、地天。乃主掌大地之神。據大唐西域記卷八載，釋迦牟尼佛成道時，第一地神由地湧出，降伏諸魔，第二地神再出，為佛明證。方廣大莊嚴經卷九降魔品亦載，佛剛成道，地神為作證明，從地湧出，曲躬恭敬，捧盛滿香花之七寶瓶供養。密教胎藏界曼荼羅安列男女二天，男天身赤肉色，戴寶冠，左手捧鉢，鉢中有鮮花，右掌向外安置胸前，坐圓座，三昧耶形為寶瓶，種子為 （pr）；女天居男天左側（或後方），身白肉色，戴寶冠，右手安置胸前，左手置於股上，亦坐圓座。金剛界曼荼羅成身會則是白色女身形，開兩臂抱持圓輪，寶冠中有半月，種子為 （aj），三昧耶形為方形或寶瓶。此神原係印度太古時代崇祀之神，梨俱吠陀、阿闥婆吠陀等讚頌彼為具有偉大、堅固、不滅性、群生繁育、土地繁生等諸德之女神，梨俱吠陀更以之為諸神之母，而尊稱為地母（梵 Bhūmī），金光明最勝王經卷八載為堅牢地神（梵 Drdhā-prthivī-devatā），即由其堅固之德而來，其後，佛教尊為菩薩而崇祀之。新華嚴經卷一世主妙嚴品說微塵數之主地神，列舉普德淨華主地神、堅福莊嚴主地神、妙華嚴樹主地神、普散眾寶主地神、淨目觀時主地神、妙色勝眼主地神、香毛發光主地神、悅意音聲主地神、妙華旋髻主地神、金剛嚴體主地神等。密教為求福、鎮地、國土豐饒，而修之供養法，即稱地天供或土公供。 形象為四臂或双臂、手持鲜花瓶和农具。

### 菩提树神
菩提樹之守護神。大毘婆沙論卷一二五載，昔有一王毀滅佛法，漸至菩提樹時，菩提樹神自化現殊勝女身，佇立其前，彼王見已，尋生貪染，護法善神遂得其便，殺王及其軍隊、惡神眾。 形象為双手拿着菩提树树枝。

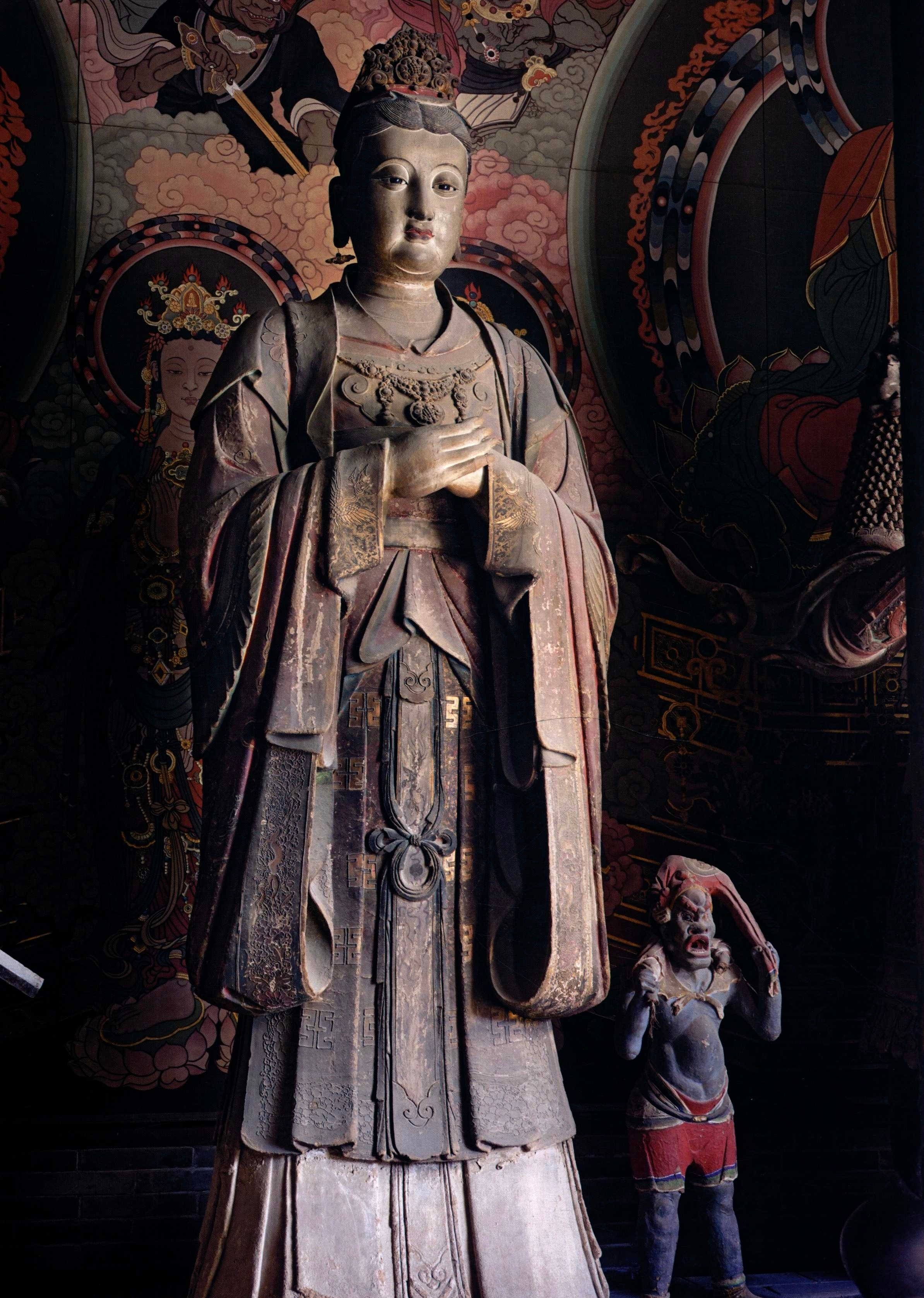
山西善化寺的鬼子母像

### 訶利諦母
源自於婆罗门教，梵名 Hārītī。音譯作訶利底、迦利帝、訶利帝母。為青色、青衣之意。意譯為愛子母、天母、功德天等。以其為五百鬼子之母，故稱鬼子母或鬼子母神。在漢傳佛教被認為送子娘娘。印度民间神仙。本為惡神之妻，生子五百，因前生發願，食王舍城所有兒子，由其邪願，命終遂生為藥叉，故至王舍城，專門竊食他人幼兒。佛陀欲訓誡之，遂藏其愛子，鬼子母神因而悲嘆痛傷。佛遂謂（大五四‧二○九中）：「汝有子五百，今僅取汝一子，汝已悲痛若是，然汝食他人之子，其父母之悲又將如何慟乎！」鬼子母神聞而皈佛，立誓為安產與幼兒之保護神。據南海寄歸內法傳卷一受齋軌則載，西方諸寺祭鬼子母，於門屋處或食廚邊，塑畫母形抱一兒子，於其膝下，或五或三，以表其像，每日於前盛陳供食。若有疾病無兒息者，饗食薦之，咸皆遂願。其狀為手持吉祥果之天女形。 形象為二膝盖上各一孩子、左手抱着一孩子、右手拿吉祥果。

### 摩利支天
源自於婆罗门教，梵名 Marīci。又稱為摩里支天、末利支天。意譯威光天、陽陷天。或稱末利支提婆（梵 Marīci-deva）、摩利支天菩薩。此天具有大神通自在力，擅於隱身，能為人消除障難，增進利益。此天之形像，有末利支提婆華鬘經所說之天女形，及大摩里支菩薩經卷一所說三面六臂乘豬像等。此天原為古印度民間崇拜之神，後為佛教所吸收，而列於天部；今印度那爛陀寺猶存其古像。以此天為本尊之修法，稱摩利支天法，有護身、隱身、得財、諍論勝利等功德。 有時被視為是觀世音菩薩（或准提觀音）或多羅菩薩的化身，具有廣大的功德之力，能夠消災、除障、增福、滿願。在佛教的造像，一般是呈現天女的形像，三面、三目、八臂、拿着武器、座下有金豕。也有的形象為坐着莲花拿着扇子的坐像。在中國，摩利支天的信仰自古印度傳入後，漢傳佛教善信就有供奉摩利支天聖像、念誦摩利支天聖號、讀誦摩利支天經典。相傳鄭和等人下西洋，就是依靠著對摩利支天、媽祖、北帝等神靈的信仰，平安航海。由於祈禱靈應，道教信徒尊之為斗母元君，視為眾星之母，納入道教神譜。

### 婆娑竭羅龍王
源自於婆罗门教，梵名 Sāgara-nāgarāja。又作婆竭羅龍王、娑伽羅龍王。娑竭羅，意譯為海。八大龍王之一。依其所住之海而得名。龍宮居大海底，縱廣八萬由旬，七重宮牆，七重欄楯，七重羅網，七重行樹，周匝皆以七寶嚴飾，無數眾鳥和鳴。然諸龍皆為金翅鳥所食，僅娑竭羅龍王、難陀龍王等十六龍王倖免此難。此龍為降雨龍神，古來祈雨皆以之為本尊。又此龍為千手觀音之眷屬，為觀音二十八部眾之一。身呈赤白色，左手執赤龍，右手握刀，狀甚威武。其女年八歲，智慧利根，以持法華經之功，即身成佛，現男子身，具菩薩行。海龍王經、佛為海龍王說法印經、佛為娑伽羅龍王所說大乘經等諸經，皆為佛對此龍王所說之法。 有形象為青色、骑着乌龟。

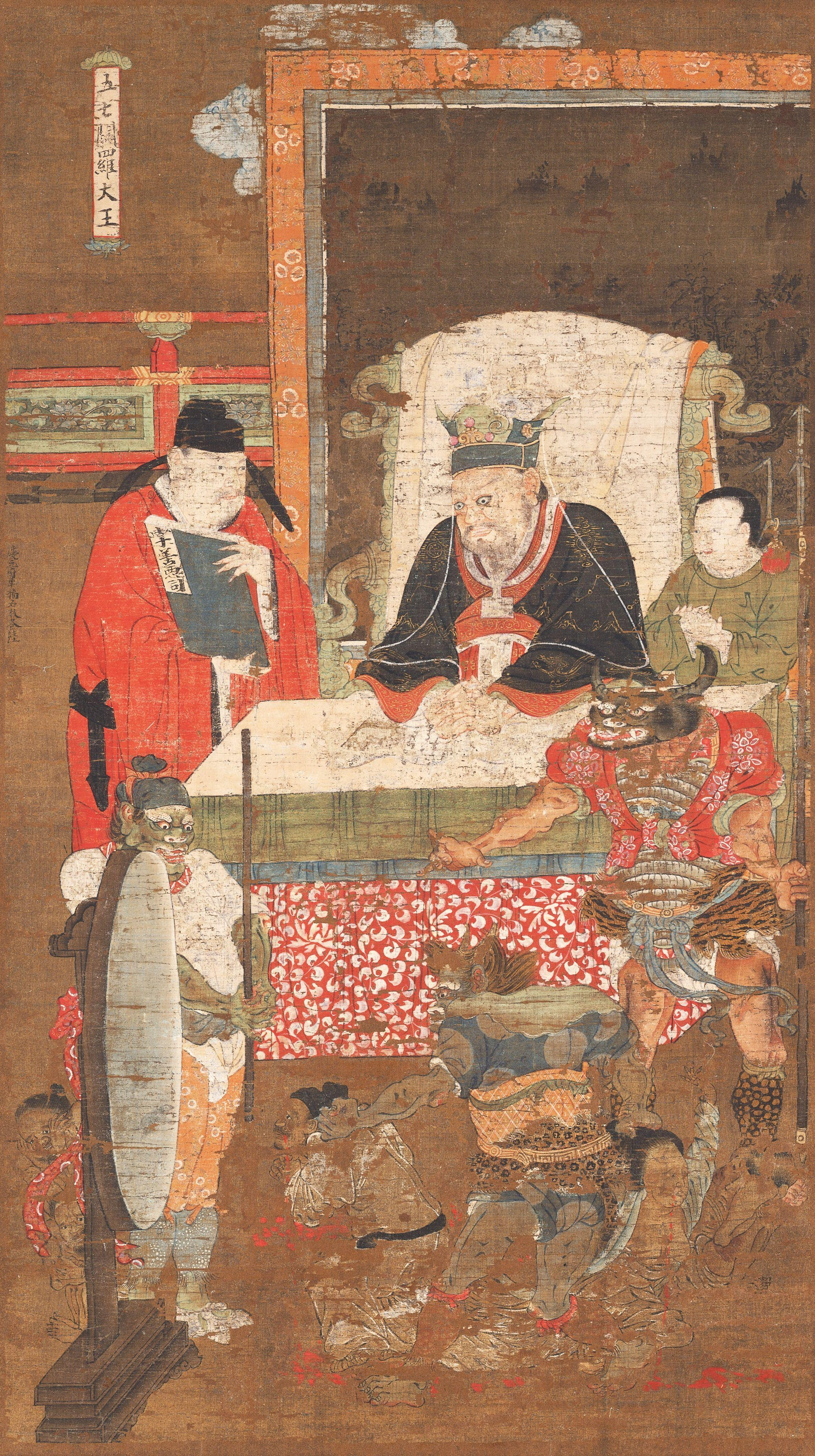
14世纪元代閻摩羅王的画像。 陸信忠的“十个地狱之王”系列绘画之一。

### 閻摩羅
源自於婆罗门教，梵名 Yama，巴利名同，又作夜摩、焰摩、琰摩、閻羅、閻摩羅王、剡魔，意譯作雙、雙世、遮止、靜息、縛、深惡勝業、可怖眾、平等。另一個梵名 Yama-rāja，又稱閻羅王、閻王魔、琰魔王、閻魔羅王、焰魔邏闍、閻摩羅社、琰魔邏闍。略稱閻羅、閻邏、焰羅、剡王、閻王、死王。為鬼世界之始祖，冥界之總司，地獄之主神。於上舉諸譯語中，雙，謂兄妹共為地獄之王，兄治男事，妹治女事，故又稱雙王。源自於印度神话。 漢傳佛教中的十殿阎王之一。 閻魔王原為印度吠陀時代之夜摩神（梵 Yama），乃日神（梵 Vivasvat）與娑郎尤（梵 Saranyu）之子，與其妹閻美（梵 Yamī）為同時出生之神祇，故稱雙王。另據波斯古經阿凡士塔注（Zend Avesta）載，人類之祖威梵哈梵特（Vīvanhvant）始作蘇摩酒以祈神，由此功德而得一子，名為伊摩（Yima），此子即是夜摩。由上所述，可知此神之起源甚早，然其發達之時代，或在吠陀時代之後期，此神與水天（梵 Varuna）、祈禱主（梵 Brhaspati）、阿耆尼（梵 Agni）三神有密切關係。梨俱吠陀中，亦載有關於此神之讚歌，及此神與其妹閻美之對話，其中，閻美稱夜摩為「唯一應死者」（梵 eka-martya），且夜摩亦欲死，故願自捨其身，入於冥界，而為眾生發現冥界之路，是為人類最初之死者，被稱為死者之王。此時代夜摩之住所，在天上界最遠之處，係一常奏音樂之樂土，有二犬為使者，常徘徊人間嗅出死者，以導之入冥界。然於阿闥婆吠陀中，則將夜摩之住所轉至下界，稱為夜摩城（梵 Yama-pura），係專依死者生前行為之記錄而司掌賞罰之神。至史詩摩訶婆羅多（梵 Mahābhārata）中，亦詳細記述夜摩恐怖之相貌，穿著血紅色衣服，頭戴王冠，騎水牛，一手持棍棒，一手執索。此時代之夜摩具有兩種性格，一即所謂之死神，率領諸多使者奪人之生命，故當時稱「死」為往夜摩宮，稱「殺」為送夜摩宮；另一則為死者之王（梵 Preta-rāja）、法王（梵 Dharma-rāja），住於南方地下，為祖先世界（梵 Pitr-loka）之支配者。後世印度教神話傳說中，則將夜摩視為專為死者靈魂帶來苦惱之恐怖神。此一夜摩思想被引入佛教後，受上述諸種思想之影響，故夜摩一方面為居於六欲天中第三位之夜摩天，另一方面則為冥界支配者、人類行為審判者之閻魔王。關於閻魔王之攝屬與性質，於諸經論中有諸多異說，可歸類為下列五種：(一)地獄趣攝，據長阿含經卷十九地獄品、大樓炭經卷二、瑜伽師地論卷二等所舉，在閻浮提之南，大金剛山內，有一閻羅王宮，其主名閻羅王，此王雖君臨地獄界，然亦同其他罪人一樣，於晝夜三時仍須受火熱之苦。(二)鬼趣攝，或餓鬼趣攝，據正法念處經卷十七、大毘婆沙論卷一七二、俱舍論卷十一等所舉，閻魔王為惡鬼（或餓鬼）之主領，號閻魔鬼王，住於閻魔羅界（餓鬼世界）。(三)閻羅王趣，於六十華嚴經卷十一、金光明最勝王經卷六等，將閻羅王界與地獄、餓鬼、畜生等三惡道並舉，由此推測，此等經論或認為在三惡道之外，另有一閻羅王界，此三惡道不為閻羅王所攝屬。六十華嚴經卷十一（大九‧四六九上）：「如重病人常被苦痛、恩愛繫縛在生死獄，常不離地獄、餓鬼、畜生、閻羅王處。」(四)變化作，據觀佛三昧海經卷五、二十唯識論等所舉，閻羅王化現於地獄中，以教誨罪人知其罪業，及所應受之刑罰與獄名。(五)菩薩作，據瑜伽師地論卷五十八等所舉，菩薩化現為地獄主，以教誨罪人。又據大乘大集地藏十輪經卷一、大方廣十輪經卷一等所舉，地藏菩薩以不可思議之堅固誓願力，化現梵天、自在天、禽獸身、地獄卒身、閻羅王身等，以濟度一切眾生。另就閻魔王之使者（天使）而論，據長阿含經卷十九地獄品、大樓炭經卷二、起世經卷四等載，閻羅王常遣老、病、死三使者至世間，明示無常之苦，以警惕世人諸惡莫作，眾善奉行，以免墮於地獄中。又中阿含卷十二天使經、閻羅王五天使者經中，則以生、老、病、死及治罪為閻羅王之五使者。流傳於民間之「閻羅王的三封信」故事，即是根據老、病、死三使者之典故改編而來。閻魔王之思想經由佛教傳入我國後，與道教之信仰相結合，而益形盛行，遂衍生出冥界十王、閻羅十殿等說。據預修十王生七經、地藏十王經等載，閻羅王為冥界十王之第五，本地為地藏菩薩，係於冥途中掌管亡人五七日（即第五個「七日」）時之冥王。據傳閻王掌管之冥界第五殿，係大海底東北部沃燋石下之叫喚大地獄，及十六誅心小地獄。亡魂在抵達第五殿前，須先至「望鄉臺」上觀望子孫在陽間之情形，後才至此殿受審判，此殿閻王鐵面無私，判刑正直嚴厲，加上十六誅心小地獄專誅世人之橫心、邪心、毒心、怨心、恨心、淫心、妒心、私心等偏邪不正之心，故押入此殿之亡魂，個個心驚膽顫、面容憂懼，深怕受到剖胸取心之慘刑。

### 緊那羅王
梵名 Kijnara，巴利名 Kinnara。又作緊捺洛、緊拏羅、緊擔路、甄陀羅、真陀羅。或稱歌神、歌樂神、音樂天。kij 為疑問詞，nara 為人之意；意譯作疑神、疑人、人非人。原為印度神話中之神，後被佛教吸收為八部眾之第七，作為天龍八部護法之一。華嚴經探玄記卷二載，此神形貌似人，然頂有一角，人見而起疑，故譯為疑人、疑神。彼具有美妙的音聲，能歌舞。華嚴經疏卷五載其為天帝之執法樂神。大乘諸經中，佛說法之聽眾中常列其名。於密教，為俱毘羅之眷屬，於阿闍梨所傳曼荼羅圖位中，位居北方第三重。於現圖曼荼羅，在外金剛部北方，摩睺羅伽眾之北有二尊緊那羅，俱呈肉色，其中之一於膝上安置橫鼓，另一於膝前安置二豎鼓，俱作欲擊鼓之勢。又觀世音菩薩為濟度眾生，而順應各種機類示現三十二種形相（即三十二應），其中第二十九即為「緊那羅應」。謂緊那羅若欲脫離緊那羅身，觀世音菩薩即於其前應現緊那羅身，為其說法，使之成就。 緊那羅在少林寺作為武僧的信仰主神之一，是「棍術」之神，並且有在少林寺中有緊那羅王殿。這裡有一個緊那羅王顯靈的記載。依據《河南府志》記載，元代至正初年，少林寺有一位負責廚房雜務的頭陀行者，蓬頭裸背赤足，常手持燒木棍，勤勞盡責。到了至正十年（1350年），劉福通等率紅巾軍軍圍攻少林寺，於最危急關頭，這位負責廚房雜務的行者卻手提燃燒的木棍，化成身高數十丈的緊那羅王，站在山峰上。紅巾軍見此異像大驚，即落荒而逃，少林寺從而倖免於難。寺僧方知是緊那羅王顯靈，遂建緊那羅殿，供奉其為護法伽藍。以後的禪宗寺院往往奉祀之，同時也視同中國民間信仰和道教的灶神。

### 紫微大帝
紫微大帝，全稱中天紫微北極太皇大帝，又稱星宮月府尊天，道教的四御尊神之一，是斗姆元君的次子。為紫微垣的星君，道教認為，紫微垣位居蒼天眾星的正中，協助玉皇上帝掌控星斗、日月等，是眾星之主。紫微大帝也是人世間帝王的象徵，尤其主宰皇家禍福。住在紫微宫、掌管农业气候。

### 雷神
在中國道教中，是掌管雷的神明。亦叫作「豐隆」、「雷師」、「雷神」，世稱「雷公」。道教有多名雷公，皆稱天君，有王、馬、謝、周、龐、劉、荀、畢、鄧、辛、張等數十個神將，通稱天君，皆屬於雷祖（雷聲普化天尊）所轄，常與司掌閃電之神的「電母」一起被提起。雷公，屬陽，故稱公；電母，屬陰，故稱母。雷公壽誕日為8月24日。一般只在祈求雨雪時才奉祀電母，但專門奉祀雷公的較常見。在漢傳佛教中、此神的形象與婆羅門教的迦樓羅的形象融合、一相是半人半鳥兽、左手结印、右手举锤、左脚踏鼓、右脚击鼓。

## 在《西游记》中
在16世紀明朝小說《西遊記》中、二十四諸天居住在觀音菩薩的普陀山上。他們作為保護普陀山的守護神、以及作為觀音的門徒、聽她闡述佛法。

## 照片

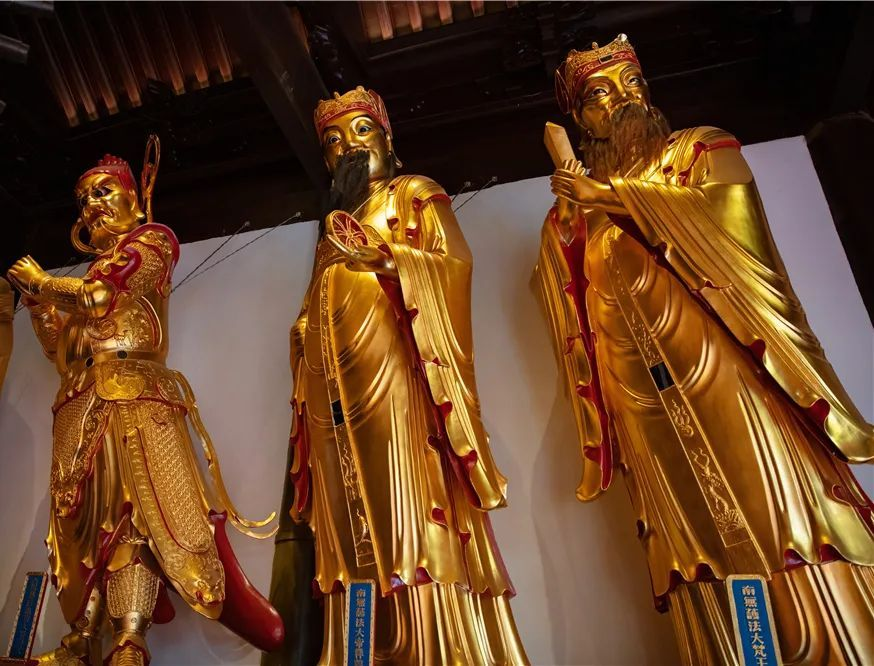
上海玉佛禅寺 - 散脂大将 (左)，帝释天 (中), 大梵天 (右)
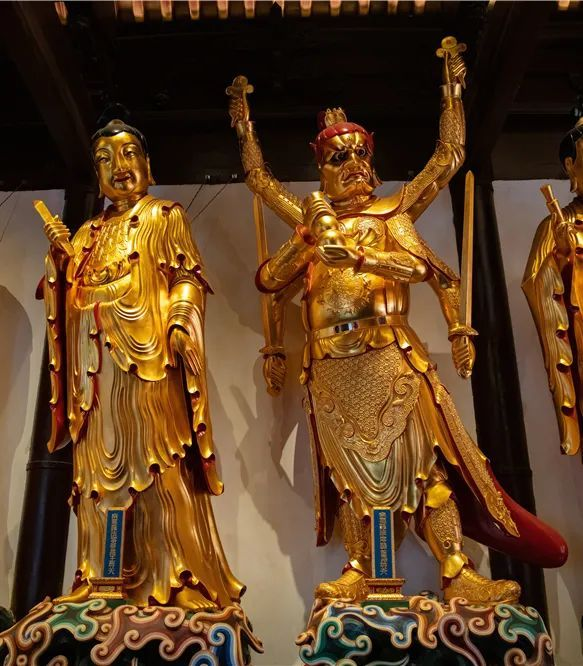
上海玉佛禅寺 - 紧那罗王 (左), 摩酰首罗天 (右)
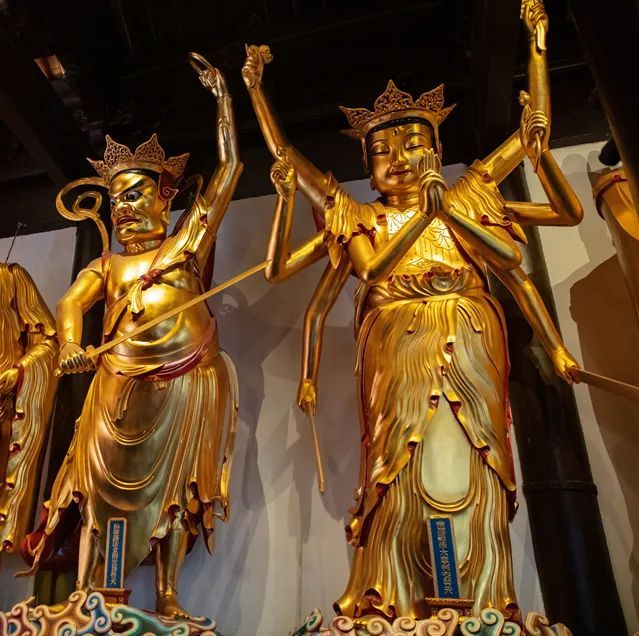
上海玉佛禅寺 -金刚密迹力士 (左)，摩利支天 (右)
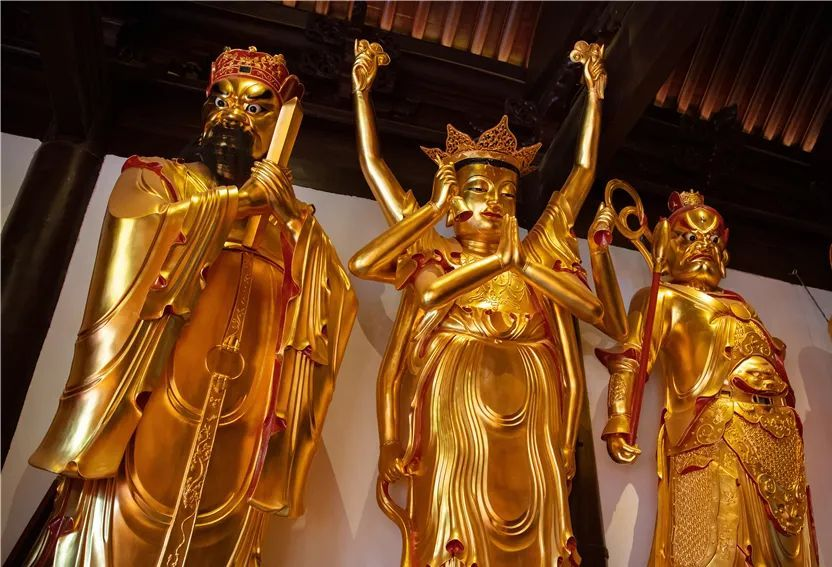
上海玉佛禅寺 - 阎摩罗王(左)，辩才天 (中), 雷神 (右)
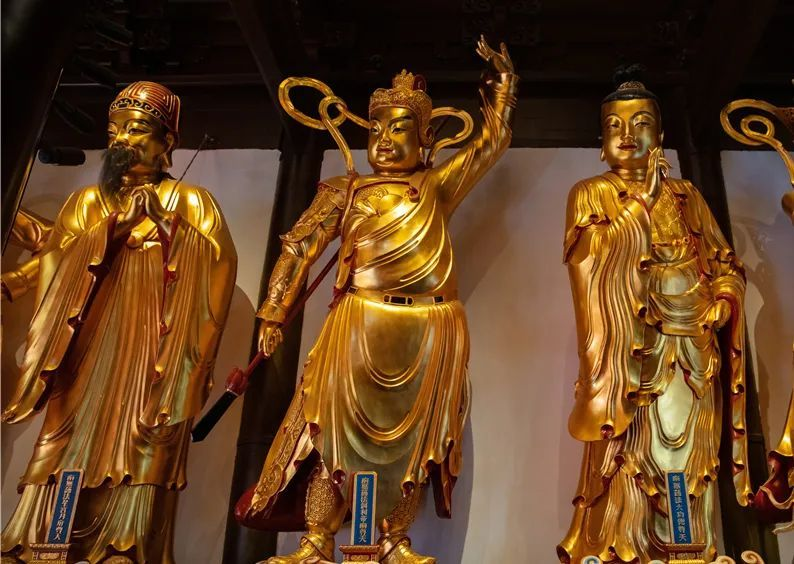
上海玉佛禅寺 - 紫微大帝 (左)，东岳大帝 (中), 功德天 (右)
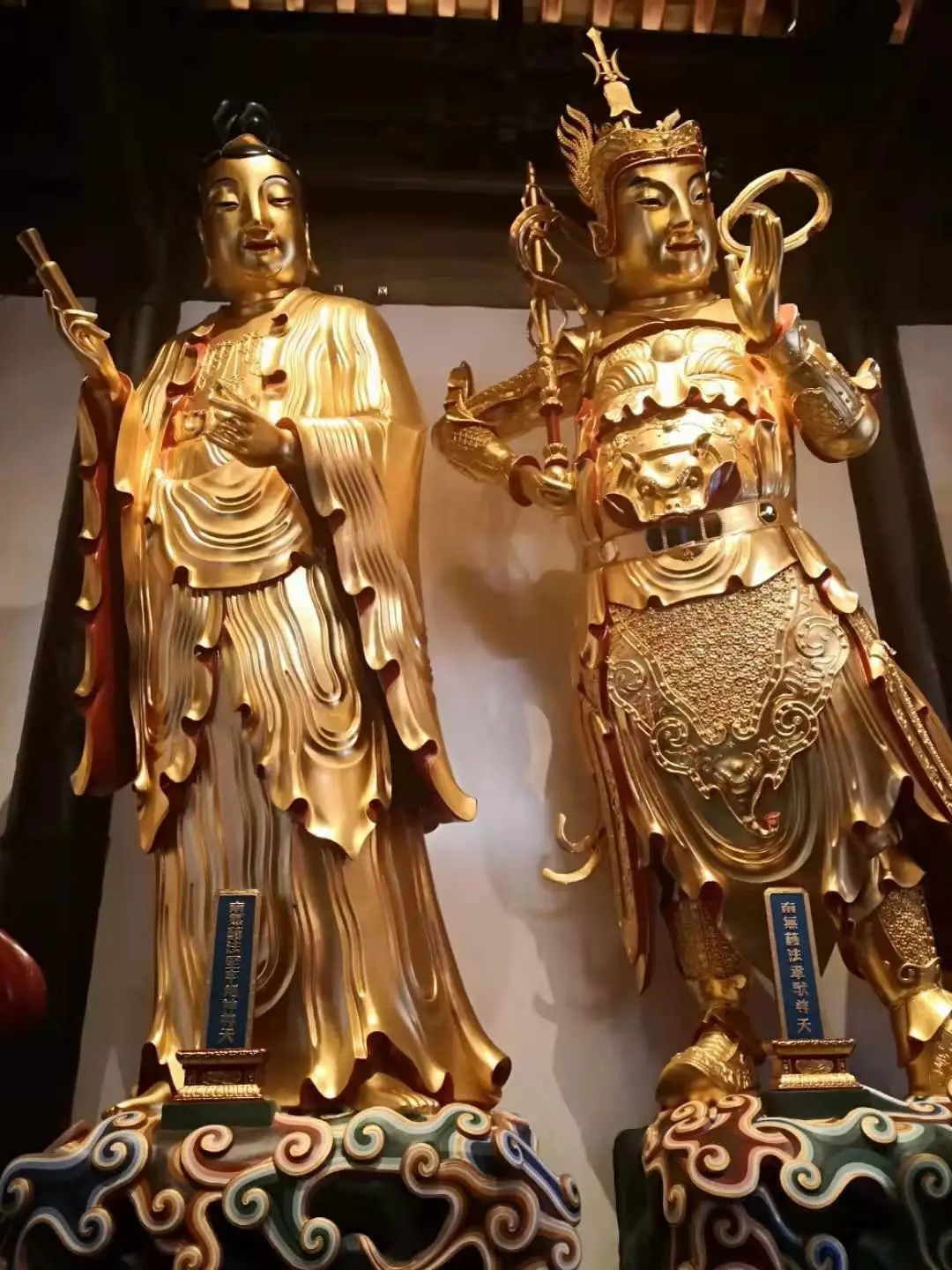
上海玉佛禅寺 -坚牢地神 (左), 韦驮天 (右)
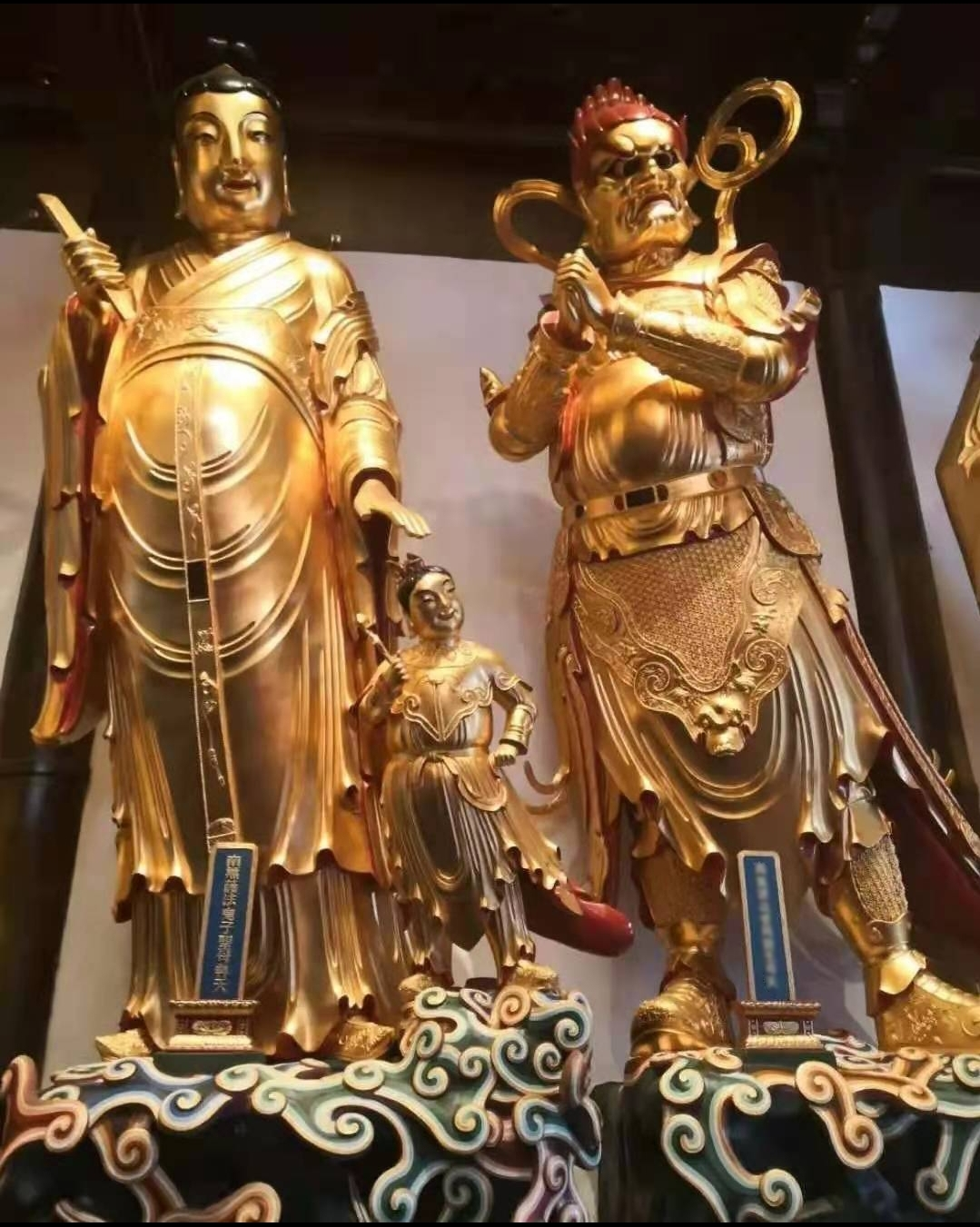
上海玉佛禅寺 - 鬼子母 (左)，散脂大将 (右)
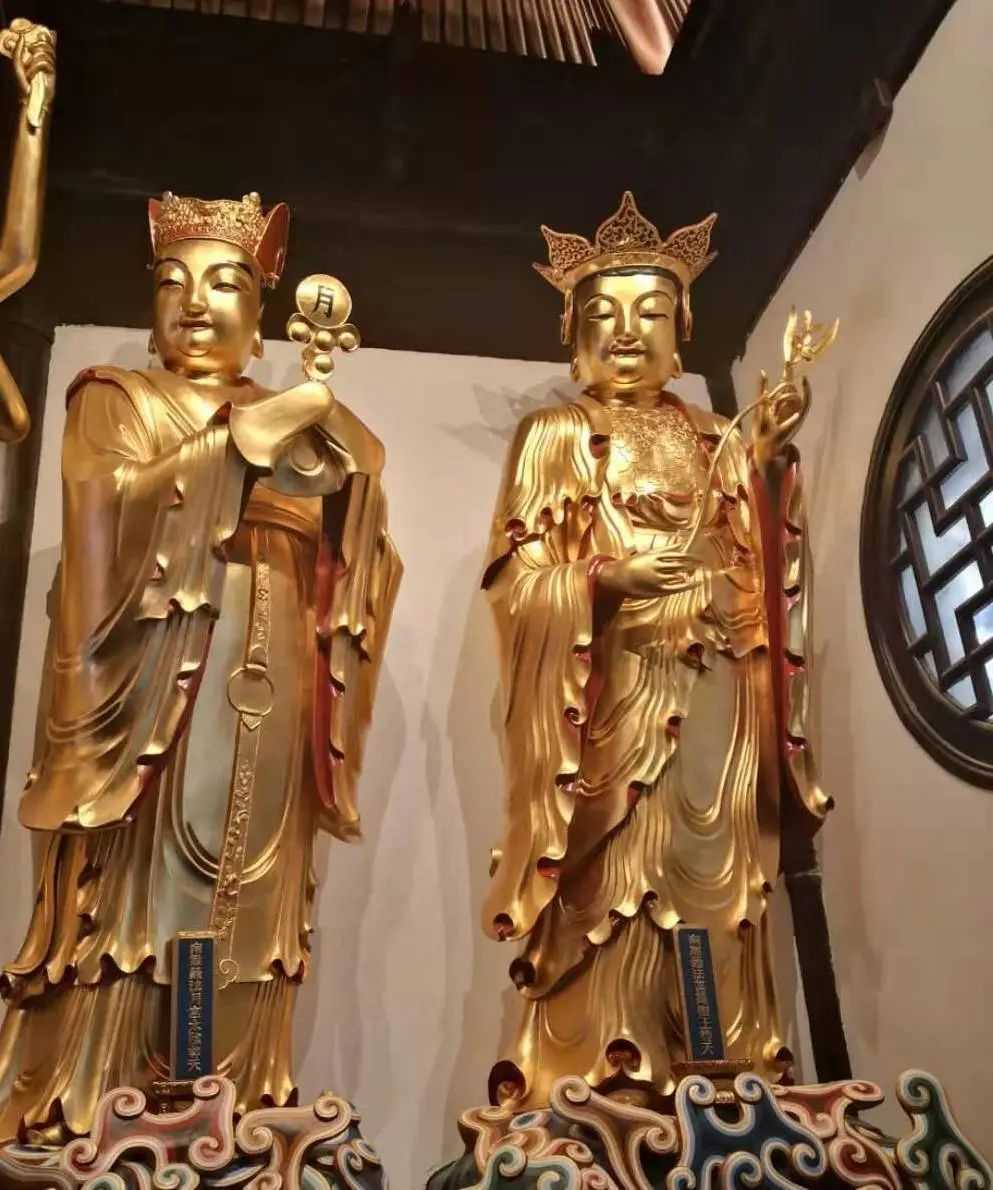
上海玉佛禅寺 - 月天 (左)，菩提树神 (右)
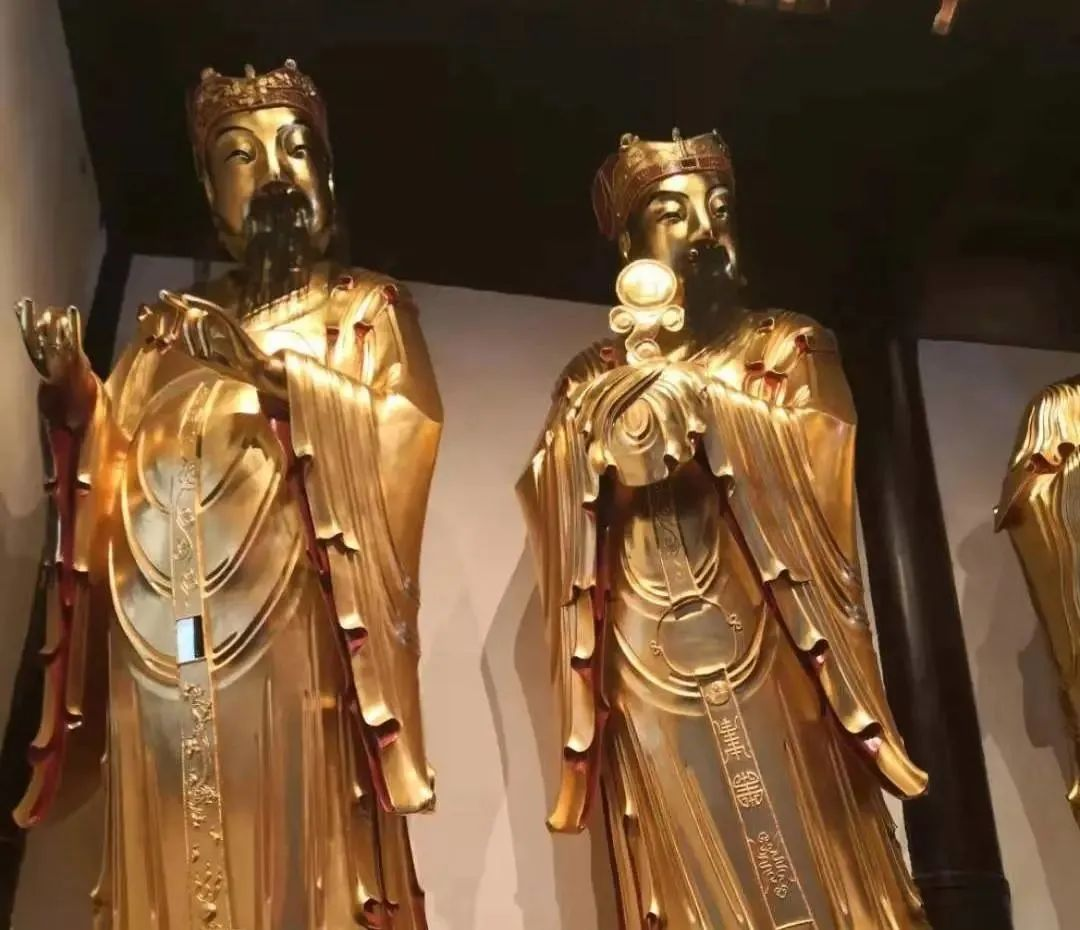
上海玉佛禅寺 - 婆竭罗龙王 (左)，日天 (右)
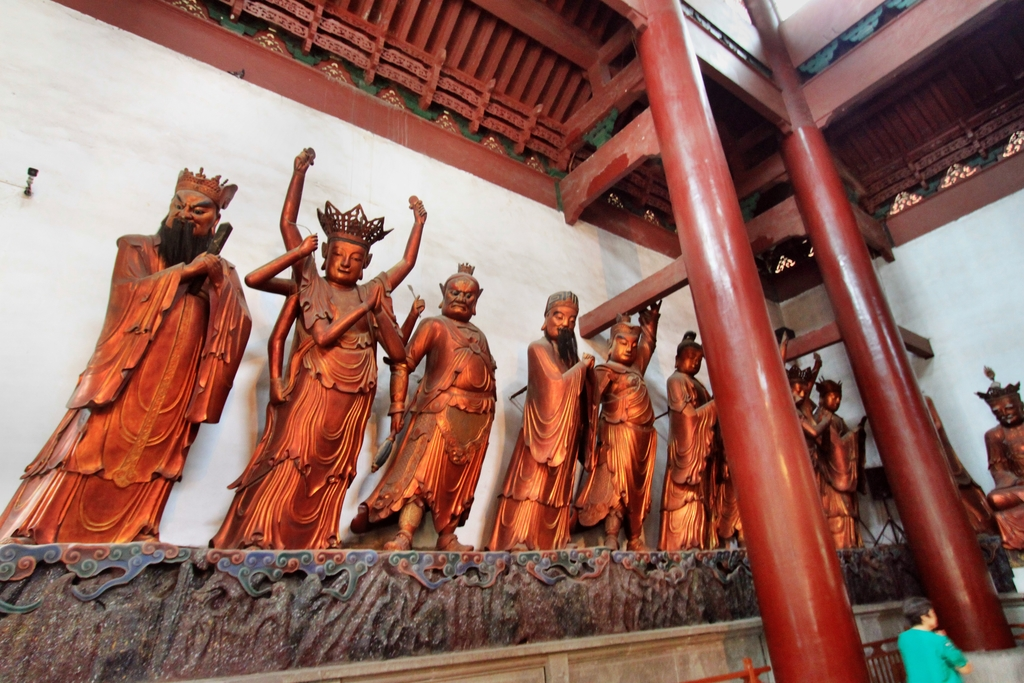
二十四諸天 靈隱寺
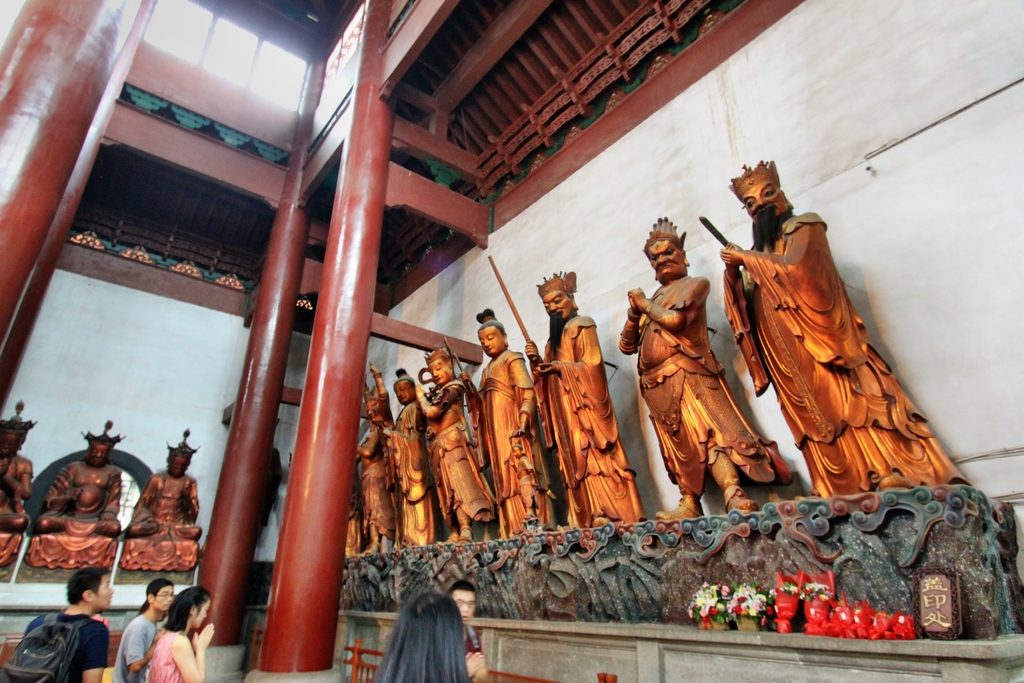
二十四諸天 靈隱寺